# Wiesmath
Wiesmath osztrák mezőváros Alsó-Ausztria Bécsújhelyvidéki járásában. 2020 januárjában 1519 lakosa volt. 

## Elhelyezkedése

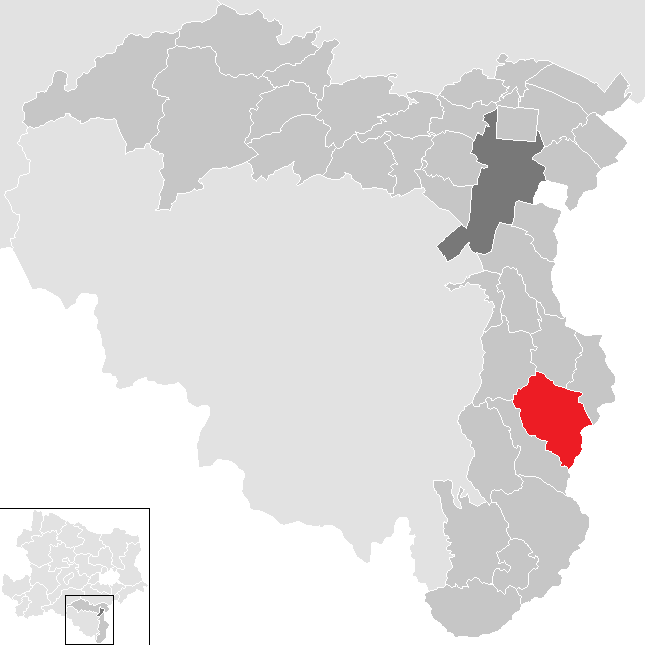
Wiesmath a Bécsújhelyvidéki járásban

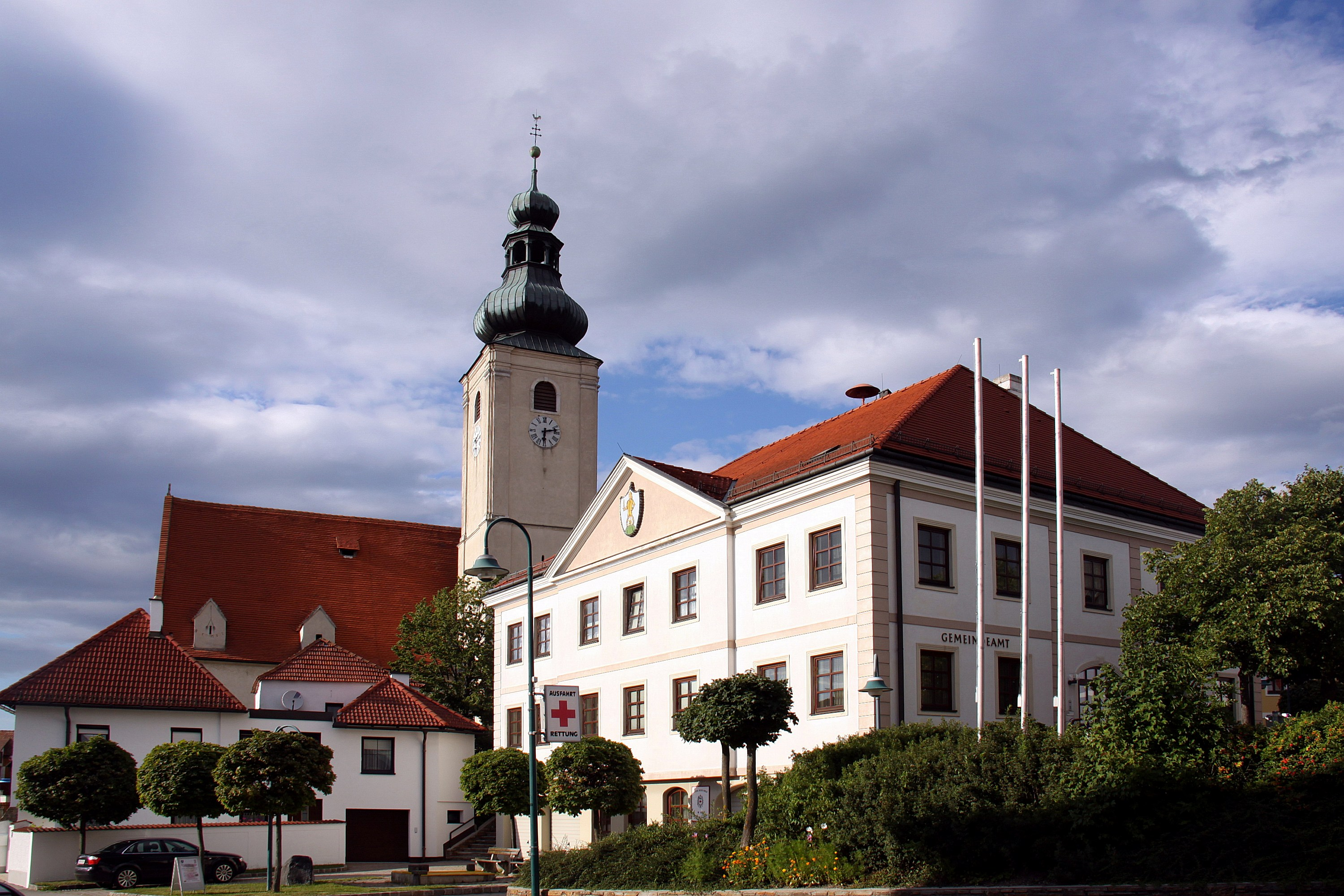
A Szt. Péter és Pál-plébániatemplom és a városháza

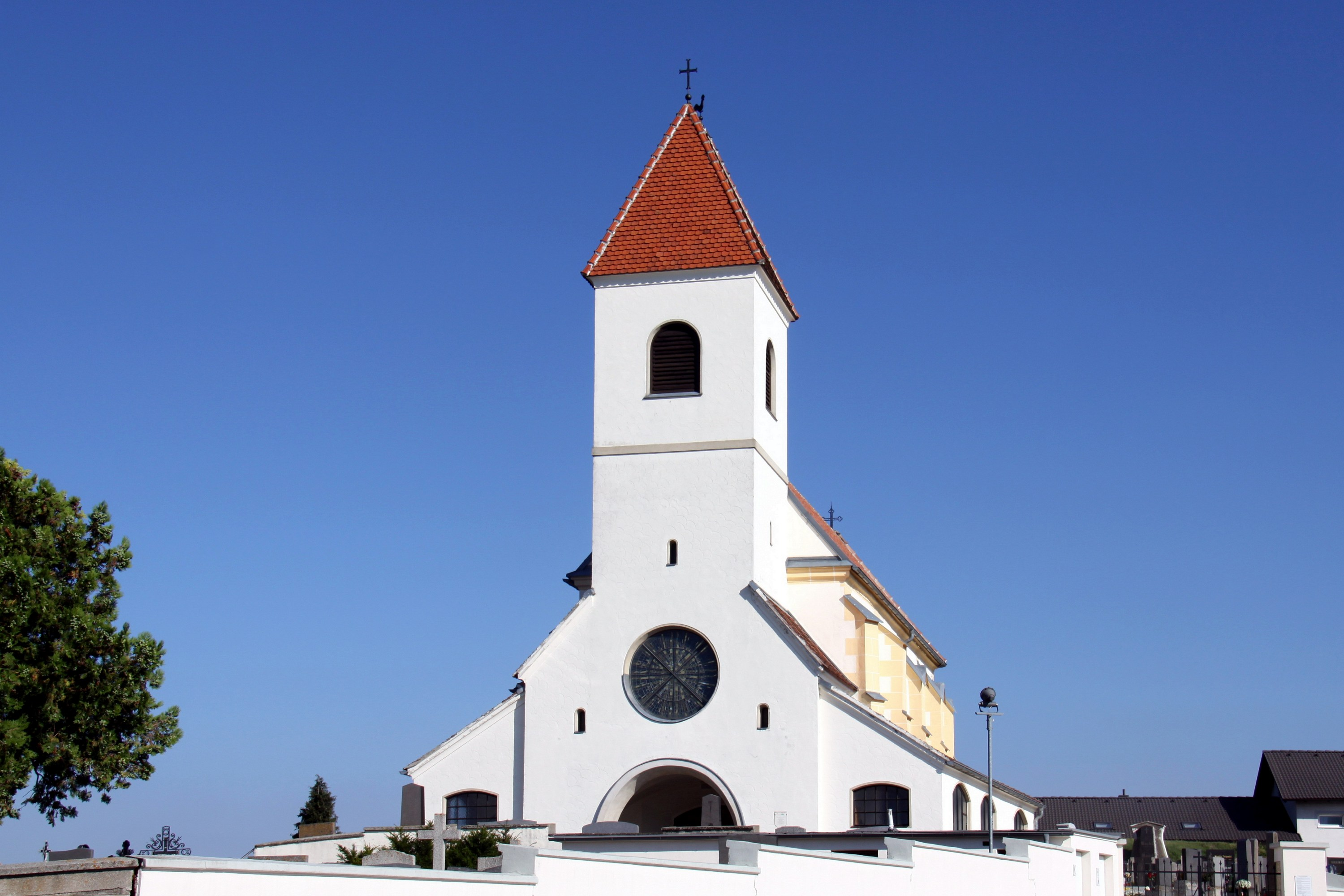
A Szt. Anna-templom

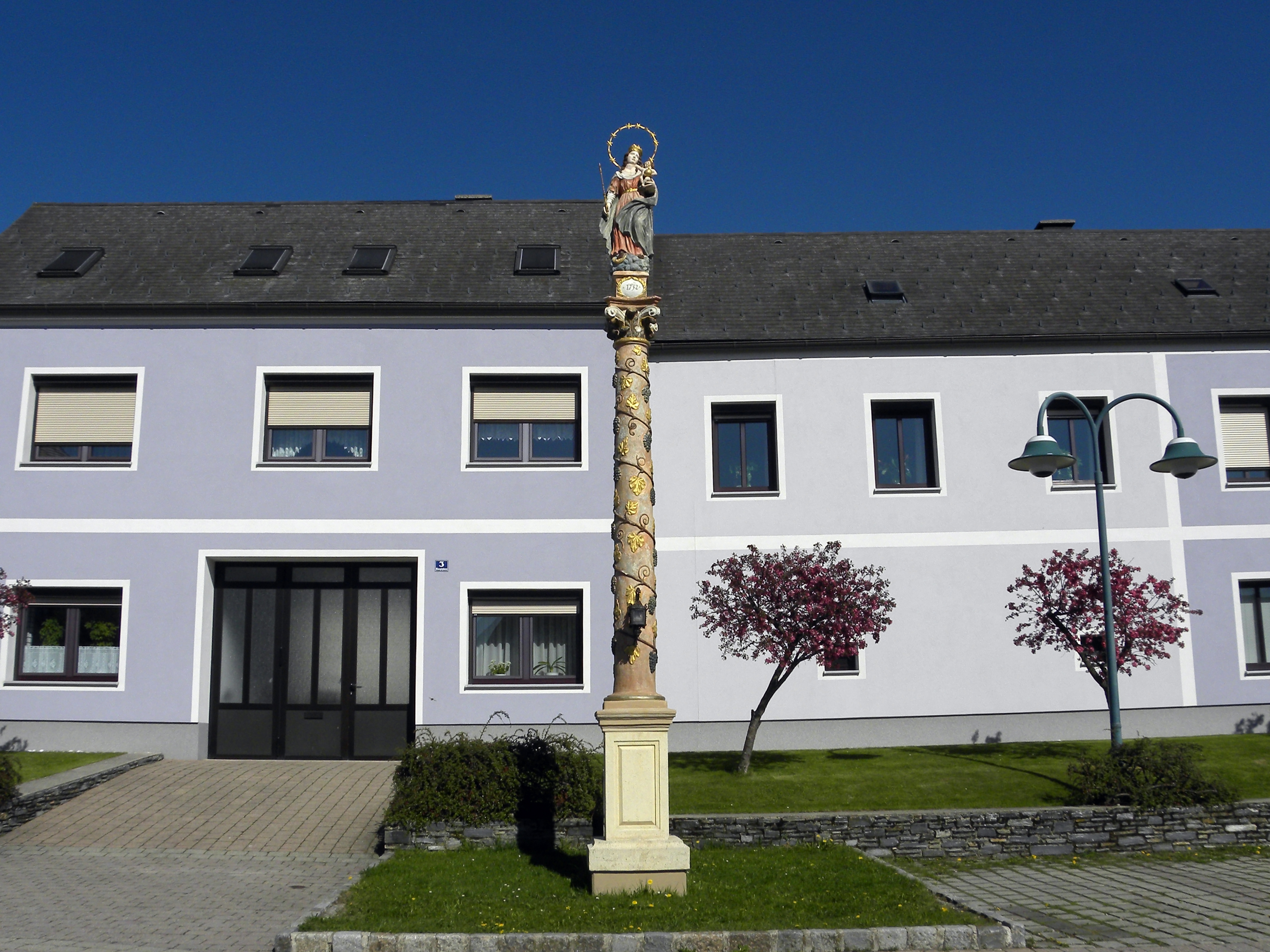
A Mária-oszlop

Wiesmath a tartomány Industrieviertel régiójában fekszik a Bucklige Welt dombságon. Területének 50,8%-a erdő. Az önkormányzat 16 településrészt és falut egyesít: Wiesmath, Rotten Geretschlag, Beistein, Schwarzenberg, Sommerhäuser, Sperkerriegel, Lehen, Wenezeck, Hollergraben, Nußleiten, Stadtweg, Annaberg, Hölle, Neuris, Kindlmühle és Neumühle.
A környező önkormányzatok: délnyugatra Hollenthon, északnyugatra Bromberg, északra Hochwolkersdorf, északkeletre Schwarzenbach, keletre Sopronszentmárton (Burgenland).

## Története
Wiesmathot 1295-ben említik először "Wiesmarcht" formában. A középkorban a falu a kirchschlagi uradalomhoz tartozott. Egyes jelek szerint már 1398-ban mezőváros lehetett, de biztos vásártartási jogai csak 200 évvel későbbről datálhatók. A 17. században a törökök, utánuk pedig Rákóczi kurucai prédálták föl a települést. Ezt követően pestis sújtotta Wiesmathot, ennek emlékére állították a Mária-oszlopot. 
II. József idején területét két katasztrális községre osztották, Amt Wißmath-ra és Marckt Wißmath-ra. Az első és a második világháború számos wiesmathi életét követelte. 

## Lakosság
A wiesmathi önkormányzat területén 2020 januárjában 1519 fő élt. A lakosságszám 1939 óta csökkenő tendenciát mutat. 2018-ban az ittlakók 98,3%-a volt osztrák állampolgár; a külföldiek közül 0,3% a régi (2004 előtti), 1,1% az új EU-tagállamokból érkezett. 2001-ben a lakosok 97,9%-a római katolikusnak, 1,4% pedig felekezeten kívülinek vallotta magát. Ugyanekkor 2 magyar élt a mezővárosban. 
A népesség változása:

| 2016 | 1 511 |
| 2018 | 1 509 |

## Látnivalók
- a Szt. Péter és Pál-plébániatemplom
- a Szt. Anna-templom
- az 1732-ben emelt Mária-oszlop

## Fordítás
- Ez a szócikk részben vagy egészben  a   Wiesmath című német Wikipédia-szócikk ezen változatának fordításán alapul.  Az eredeti cikk szerkesztőit annak laptörténete sorolja fel. Ez a jelzés csupán a megfogalmazás eredetét és a szerzői jogokat jelzi, nem szolgál a cikkben szereplő információk forrásmegjelöléseként.